# Orestia alpina
Orestia alpina es una especie de insecto coleóptero de la familia Chrysomelidae. Fue descrita científicamente en 1824 por Germar.